# Pontiac-féle felkelés
A Pontiac háborúja, Pontiac-összeesküvés vagy Pontiac-felkelés indián háború, amely a mai Egyesült Államok területének északi részén zajlott.  A háborút 1763-ban a vesztes indián egységek szövetsége robbantotta ki - elsődlegesen a Nagy-tavak környékéről, Illinois és Ohio területéről -, akik elégedetlenek voltak a britek francia-indián háború utáni politikával, amely a brit oldal győzelmével zárult (1754–1763). Harcosok csatlakoztak számos törzsből a felkeléshez annak érdekében, hogy a brit katonákat és telepeseket elűzzék a régióból. Magát a háborút az otava vezető után nevezték el, aki a legkiemelkedőbb vezető volt a bennszülöttek közül.
A Jeffrey Amherst tábornok gyarmatosító politikája lassanként visszavonta az indiánoktól a korábban a franciáktól kapott előjogokat. Egyre kedvezőtlenebb árakat biztosítottak a bőrök és prémek eladásakor valamint megvonta a lőfegyverek tartására vonatkozó engedélyt, amely nem csak a kereskedelmüknek vetette vissza, de az alapvető élelmiszer megszerzésének is, úgyszólván az életben maradásuknak is alapvető kelléke volt.
Pontiac 1763-ra megelégelte az indiánokat sújtó és ellehetetlenítésükre törő brit tevékenységeket, felkelést hirdetett az otava falvakban, mely hamarosan elterjedt a Nagy-tavak vidékétől egészen a Mississippi alsó folyásáig.

## A konfliktus elnevezése
A konfliktust a leghíresebb otava indián vezetőről, Pontiacról nevezték el; amit „Pontiac háborúja”, „Pontiac lázadása” vagy a „Pontiac felkelése” néven is emlegetnek. A csatára korábban Kijaszuta és Pontiac háborúja néven hivatkoztak. Kijaszuta (Kiyasuta) a befolyásos szeneka/mingo indián vezető, Gujaszuta nevének egy másféle átírása. Az összecsapás széles körben „Pontiac összeesküvése” néven vált ismertté Francis Parkman 1851-es „A Pontiac-féle összeesküvés” című könyve után. Parkman nagy hatású könyve meghatározó összegzése a közel egy évszázaddal korábban lefolyt háborúnak.
A 20. században néhány történész azt állította, hogy Parkman eltúlozta Pontiacnak az események menetében játszott szerepét, s ezért félrevezető, hogy róla nevezte el a háborút. A történészek több egyéb címet is javasoltak, de a köztudatban továbbra is Pontiac háborújaként él.

## Kezdetek

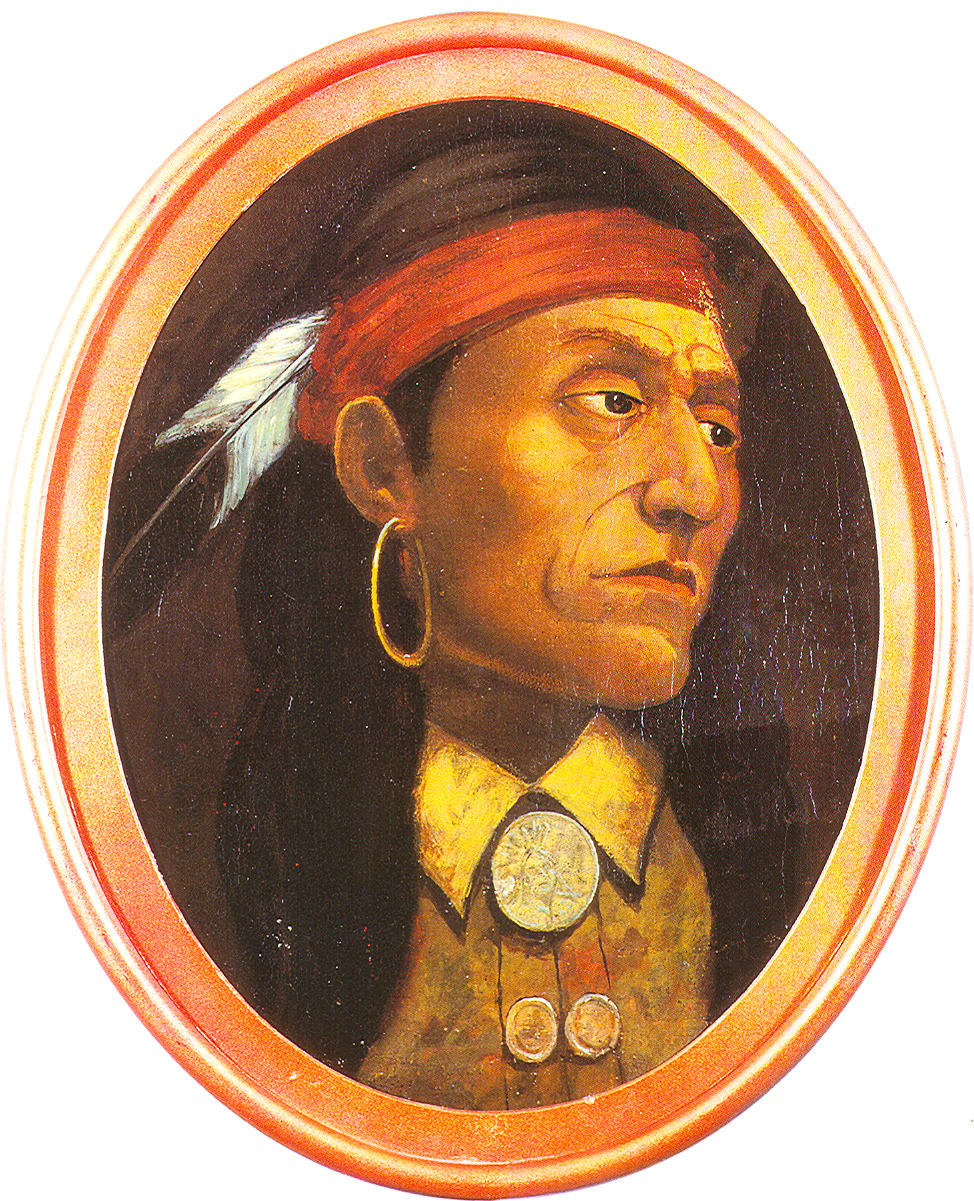
Pontiacot többször elképzelték a művészek (mivel hiteles kép nem maradt fent róla). Ezt a képet John Mix Stanley 19. századi festő készítette

Pontiac 1747-ben tűnt ki a többi őslakos törzsi vezető közül, amikor szövetségre lépett Új-Franciaországgal Nicholas Oronty huron vezető ellen, és eredményesen harcolt a felkelés leverése során. Pontiac részt vett törzsével a hétéves háborúban is (amely 1754-ben kezdődött), és hamarosan a francia-barát csapatok vezére lett. Parancsnoksága alatt álltak így azok az erők is, amelyek 1755-ben győzelmet arattak Edward Braddock angol tábornok csapatai felett. A franciák kivonulása nehezítette az otavák helyzetét és Pontiacnak sikerült egyezséget kötnie a „be nem avatkozás elve” alapján, amelynek értelmében nem háborgatják az angol csapatmozgásokat, és az angolok sem bántják az indiánok lakó-, vadászó és vándorló területeit. A háború azonban 1763-ban a britek győzelmével ért véget, Louisiana kivételével Franciaország kénytelen volt átadni valamennyi észak-amerikai birtokát (elsősorban Kanadát), ezzel Pontiac szállásterülete is Nagy-Britanniához került.
Lassanként az indiánoknak és a többi indián törzsnek is meg kellett ismerniük az angolok „Pax Britannicáját”, amelynek értelmében az indiánok nem léphettek be az angol erődökbe, csak a megjelölt helyeken kereskedhettek, és kitiltották őket azokról a vadászterületekről, ahol az óhazából egyre nagyobb számban érkező telepesekkel érintkezhettek.
Hamarosan óriási szervezkedés vette kezdetét a legnagyobb titokban a szolidaritást vállaló, egymástól igen nagy távolságra élő, egymásról nem is igen tudó indián törzsek között. Mindegyikük elismerte Pontiacot vezéreként. A szövetség értelmében 1763 májusában mindegyik törzsnek meg kellett rohannia egy, a hozzá legközelebb lévő angol erődöt és elfoglalnia azt.

## A harcok

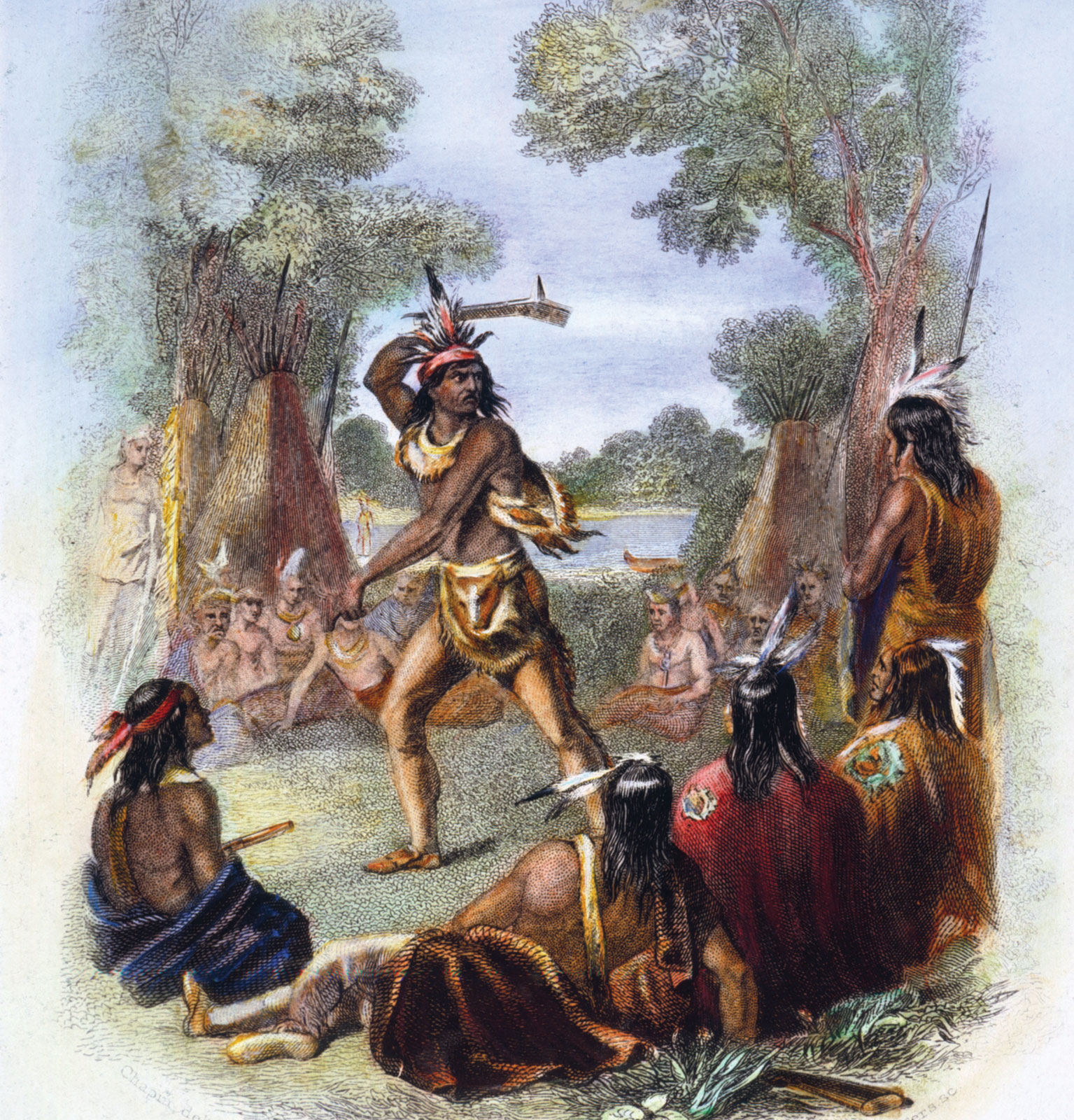
Pontiac kiássa a csatabárdot.

A nagyszabású indián tervet csaknem teljes egészében sikerült megvalósítaniuk. Tizenkét erőd ellen indult támadás, és végül a kijelölt napon nyolcat az indiánok birtokba vettek. Ezeken a helyeken a várőrség nagyobb része a lakossággal együtt az őslakosok kezére került, beleértve az óriási zsákmányt. Így már tüzérséggel is rendelkeztek.
Egyedül Pontiacnak nem sikerült a legnagyobb angol csomópont, Detroit bevétele, mivel a brit parancsnok az otava törzsfőnök egy ellenségétől bizalmas értesülést kapott, hogy május 9-én jó lesz résen lennie. Így a várva várt győzelem elmaradt és Pontiac a hosszadalmas, Európában szokásos ostromra kényszerült. Pontiac politikai munkája meghozta gyümölcsét, s a bennszülött amerikaiak nyíltan az összes fehér ember kiűzéséről, és egy nagy, egyetemes indián szövetségről kezdtek el beszélni. Ezt erősítette az a tény is, hogy a veszélyeztetett területen mintegy 4 ezer angol katona állomásozott csak, szemben a túlnyomó többségű, már lőfegyverekkel is rendelkező őslakókkal. Kezdetben a britek vízi úton igyekeztek segélycsapatokat juttatni Detroitba, ám azok zsákmányként estek Pontiac csapatainak kezére. Ám az otava vezér nem tudta megakadályozni a kisebb csapatok bejutását a Niagara erődből.
Pontiac emberei folyamatosan figyelték a kikötőket, de a várva várt francia erősítés helyett egyre csak brit hajók érkeztek.Bár az őslakók igen jónak bizonyultak szavannákon, bokros-fás terepen, cselvetésben, kisebb csapatmozgásokban, de az európai értelemben vett ostromban, tüzérségi harcban mégis alulmaradtak. Kisebb súrlódás jött létre az indián törzsek között, így csakhamar Pontiac egyedül maradt otava harcosaival. Amikor értesült az angol-francia békekötés híréről, visszavonult szülőföldjére a Maumee folyó vidékére.

## A háború vége, Pontiac halála
Az erődök továbbra is indián kézen maradtak, bár a kezdeti sikerek kezdtek elhalványulni. Az elkövetkező két évben Pontiac megpróbált még több indián törzset bevonni az törzsszövetségbe. Szervezkedése hatására a törzsfőnök neve egész Észak-Amerikában szétterjedt, s ő megpróbálta kihasználni, hogy előnyt kovácsolhasson ebből a király kormányzóival való béketárgyalások során.
1766 júniusában a New York állambeli Oswegóban diplomatákat meghazudtoló ügyességgel harcolt az őslakosok érdekeiért, s végül végül ajándékokkal dúsan megrakva tért vissza az övéihez abban a biztos tudatban, hogy dicsőséget szerzett az összes indiánnak, és az ő személye a garancia arra, hogy az angolok be is tartják a békeszerződés minden, vérrel írt passzusát.
Az otavák és más törzsek persze egész másként ítélték az egyezmény szövegét, és rontotta a hitelét. Ennek következményeként száműzték őt a szülőfalujából 1768-ban.
Három évvel később egy angol kereskedő felbérelt egy illinois indiánt, hogy ölje meg Pontiacot a Francia-Louisiana területén lévő Cahokia faluban. Tette egy újabb, véres háborúhoz vezetett az otava és illinois indiánok között, amely kis híján az utóbbiak teljes kiirtásához vezetett. Természetesen a legnagyobb hasznot az angol kormányzás húzta, aki éberen őrködött afelett, hogy nehogy a Pontiachoz hasonló nagy egyéniségek újraegyesíthessék az indián törzseket.